# Loop (gruppo musicale)
I Loop sono un gruppo inglese, nato a Londra nel 1986.
Tra le formazioni più significative dell'ondata shoegaze e neopsichedelica inglese di fine anni ottanta, i Loop fondevano nel loro stile musicale una matrice space rock ad arrangiamenti e ritmiche tipiche della scena kraut rock tedesca.
Il gruppo si sciolse nel 1991, con Hampson che formò il progetto sperimentale Main con il chitarrista Scott Dawson, mentre Mackay e Wills formarono i The Hair and Skin Trading Company. Nel 2013, la formazione originale si riformò brevemente per una serie di concerti che toccarono anche l'Italia. Nel 2022 hanno pubblicato un nuovo album, il primo dopo 32 anni.

## Storia del gruppo
Fondato dal cantante e chitarrista Robert Hampson, affiancato dalla moglie Bex alla batteria e da Glen Ray al basso, il gruppo debutta, nel febbraio del 1987, con il singolo 16 Dreams, prima di subire un drastico cambiamento di formazione con la sostituzione dell'intera sezione ritmica grazie al nuovo batterista John Wills e al nuovo bassista Neil MacKay e con l'inserimento di un secondo chitarrista, James Endeacott.
Definita la nuova line-up il gruppo entra in studio e registra quello che sarà il disco di debutto, uscito nel novembre dello stesso anno, sulla loro etichetta Head, il primo album Heaven's End anticipato dal singolo Spinning. Già in questo primo lavoro gettano le basi del loro stile caratteristico: parti di basso minimali dal sapore teutonico, drone circolari e chitarre acide avvolte da un feedback reiterato e ritmiche con strutture ricorsive.
(Robert Hampson a Rockerilla, 1989)
Nel settembre del 1988 esce la raccolta di B-side, The World in Your Eyes. L'anno successivo la band firma per la nuova etichetta, la Chapter 23, che licenzia il singolo Collision e il secondo album Fade Out che raggiunge la posizione numero 51 nella classifica del Regno Unito. Nel 1989 James Endeacott viene sostituito da un altro chitarrista, Scott Dawson, che accompagnerà Hampson fino alla fine dell'avventura con i Loop.
Nel 1990 è la volta di A Gilded Eternity, terzo ed ultimo disco della band, pubblicato per Beggars Banquet in piena era neopsichedelica e shoegaze. Un disco dal suono più asciutto e ripetitivo con chitarre graffianti e angolari ed un basso pulsante e ossessivo.
Qui più che altrove emerge l'influenza dei Can e delle loro texture frammentate e ipnotiche
Subito dopo l'uscita del terzo disco la band si separa per poi pubblicare album postumi come il live Dual e la raccolta di session radiofoniche, Wolf Flow.
Il dopo Loop vede gli ex componenti del gruppo coinvolti in diversi progetti: Mackay e Wills negli Hair and Skin Trading Company, mentre Robert Hampson insieme al fido Scott Dawson fondano il progetto sperimentale Main.

### La rinascita
Nel 2013 i Loop si riformano con una formazione che ricalca l'epoca di Gilded Eternity e comprende Robert Hampson, John Wills, Neil Mackay e Scott Dowson. L'intera discografia dei Loop è stata ripubblicata nel 2009 e ad aprile del 2013 hanno annunciato di riunirsi con la stessa formazione con cui si erano sciolti (quella di A Gilded Eternity) per suonare un limitato numero di concerti fra la fine del 2013 e l'inizio del 2014, tra cui la partecipazione alla seconda ed ultima delle edizioni finali di All Tomorrow's Parties, di cui sono anche i curatori artistici.
Nel 2015  la band ha pubblicato Array 1, un EP di 4 canzoni per l'etichetta ATP Recordings. Dopo alcuni avvicendamenti, Hampson è rimasto l'unico superstite della line-up originale. 
Il 25 marzo 2022, a distanza di 32 anni da A Gilded Eternity, è uscito l'album Sonancy, Al disco è seguito un tour nel Regno Unito nel maggio 2023.

## Formazione
1986-1987:
- Robert Hampson - voce, chitarra
- Bex - batteria
- Glen Ray - basso

1987-1988:
- Robert Hampson - voce, chitarra
- James Endeacott - chitarra
- John Wills - batteria
- Neil Mackay - basso

1989-1990:
- Robert Hampson - voce, chitarra
- Scott Dowson - chitarra
- John Wills - batteria
- Neil Mackay - basso

2013-2014:
- Robert Hampson - voce, chitarra
- Scott Dowson - chitarra
- John Wills - batteria
- Neil Mackay - basso

Attuale:
- Robert Hampson - voce, chitarra
- Dan Boyd - chitarra
- Wayne Maskel  - batteria
- Hugo Morgan - basso

## Discografia

### Album in studio
- 1987 - Heaven's End
- 1988 - Fade Out
- 1990 - A Gilded Eternity
- 2022 - Sonancy

### Singoli
- 1987 - 16 Dreams
- 1987 - Spinning
- 1987 - Collision
- 1988 - Black Sun
- 1991 - Arc-Light

### Raccolte
- 1988 - The World in Your Eyes
- 1991 - Wolf Flow
- 1992 - Dual